# Clathria amiranteiensis
Clathria amiranteiensis är en svampdjursart som beskrevs av Hooper 1996. Clathria amiranteiensis ingår i släktet Clathria och familjen Microcionidae. Inga underarter finns listade i Catalogue of Life.